# جامعة تايزوا
تقه جامعة تايزوا  في مدينة تايزوا بي Zhejiang province في الصين
أنشئت في لينهاي Linhai ، محافظة تايتشو بمقاطعة تشجيانغ في عام 1907 وشهدت العديد من عمليات إعادة الهيكلة التنظيمية.

## المساحة
مساحة الجامعة أكثر من 230000 متر مربع. وهي جامعتين ( أي مبنيين ).
- الحرم الرئيسي في لينهاي Linhai و
- الثاني في حرم الجامعة Jiaojiang في منطقة تغطي مساحة تزيد على 800000 متر مربع .

## الكليات
تحتوي على 12 كلية وهي :
1. كلية العلوم الإنسانية والاجتماعية

## الموقع الرسمي
- موقع الجامعة www.tzc.edu.cn

باللغة الإنجليزية

## وصلات خارجية
- موقع الجامعة
- موقع الجامعة باللغة الإنجليزية